# Турлыгин, Яков Прокопьевич
Яков Прокопьевич (Прокофьевич) Турлыгин (3 октября 1857, Москва — 17 декабря 1909, Москва) — русский художник исторического и бытового жанра.

## Биография
Учился в Московском училище живописи, ваяния и зодчества. Был членом Московского товарищества художников с 1893 года и экспонентом Передвижников.
Кроме занятия живописью, сотрудничал в юмористических журналах, иллюстрировал рассказы В. М. Гаршина, работал декоратором в театре Лентовского.

## Творчество
В 1882 году получил большую серебряную медаль за картину «Без средств к жизни» (находится в Третьяковской галерее). Также там имеются такие его работы, как «Женский портрет» (1877), «Голова юноши» (1893) и «Голова старика».
Работы Турлыгина имеются и в других городах: в Переславль-Залесском музее-заповеднике находится картина «Жатва» (1893); картина «Митрополит Филипп и Иоанн Грозный» — в Омском областном музее изобразительных искусств и «Последняя весна» (1884) — в Вольском краеведческом музее.

## Галерея

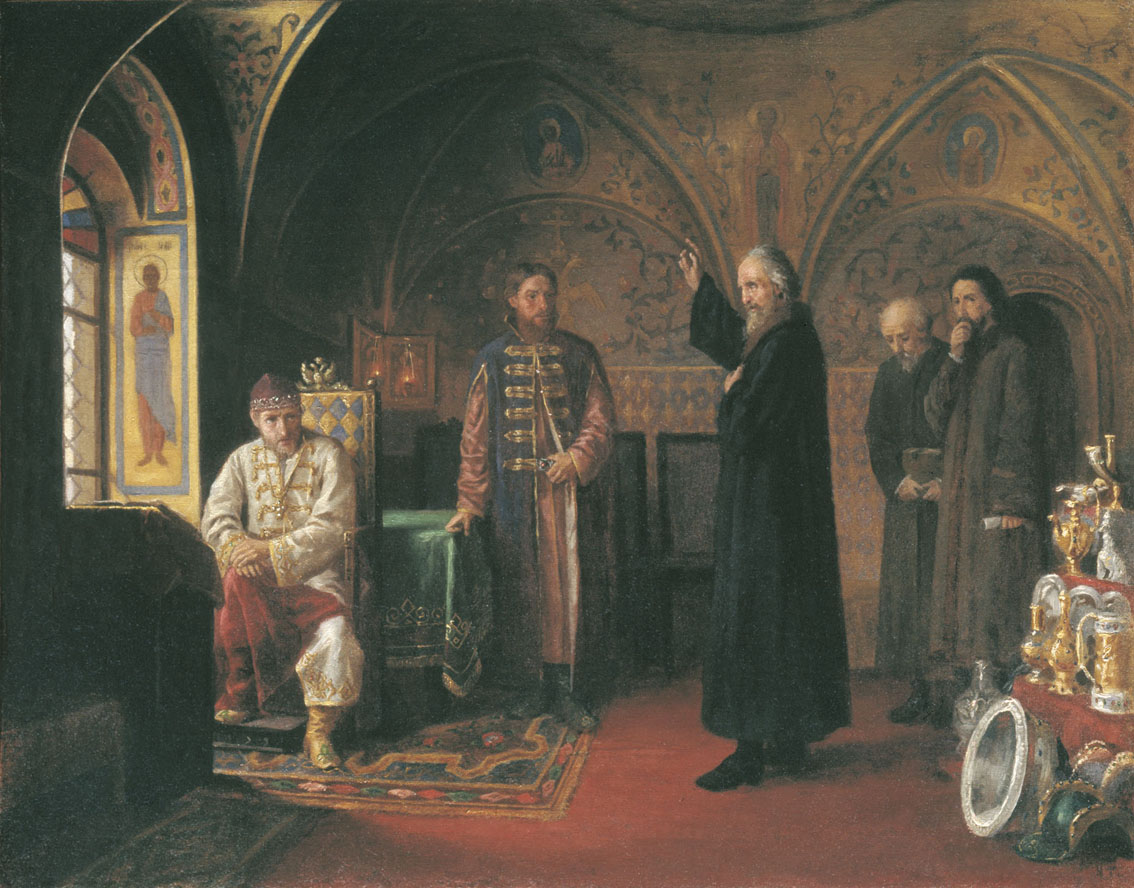
Митрополит Филипп обличает Ивана Грозного
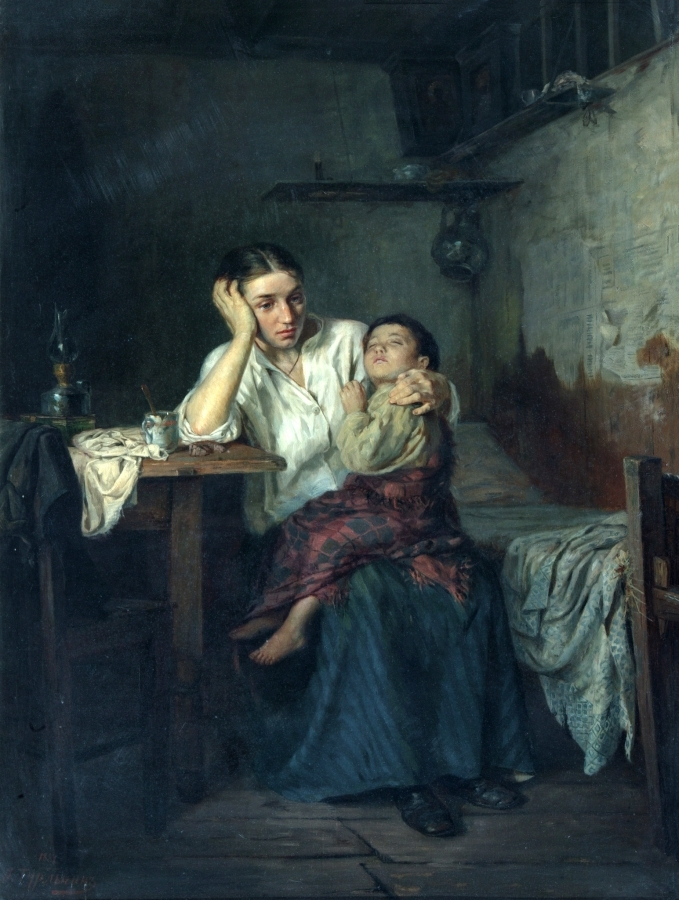
Без средств к жизни. 1882
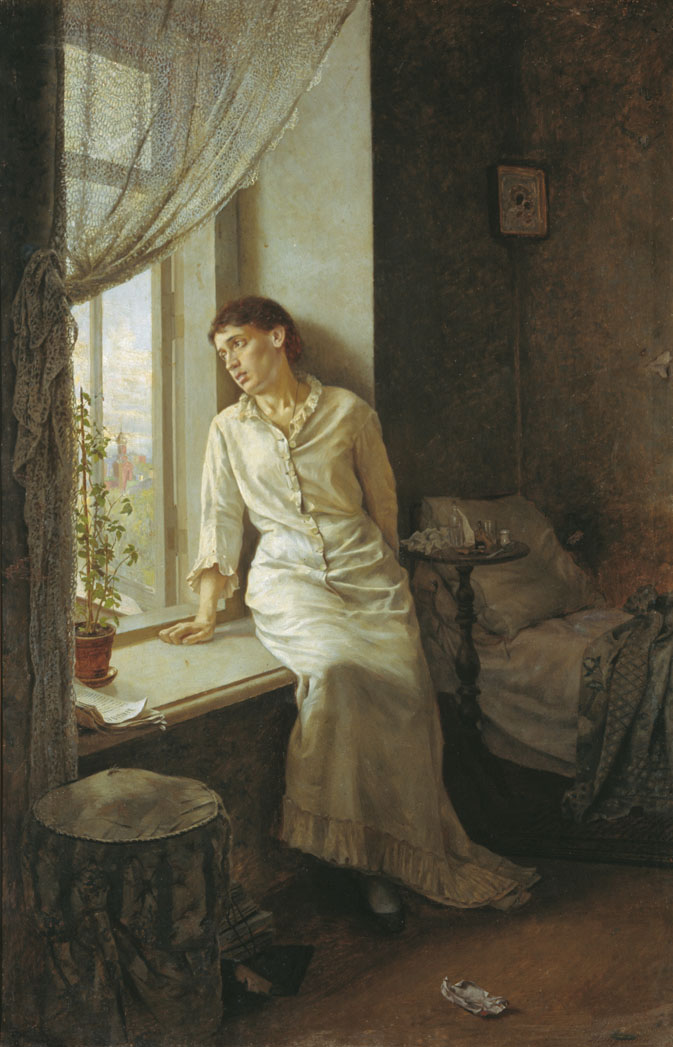
Последняя весна. 1884
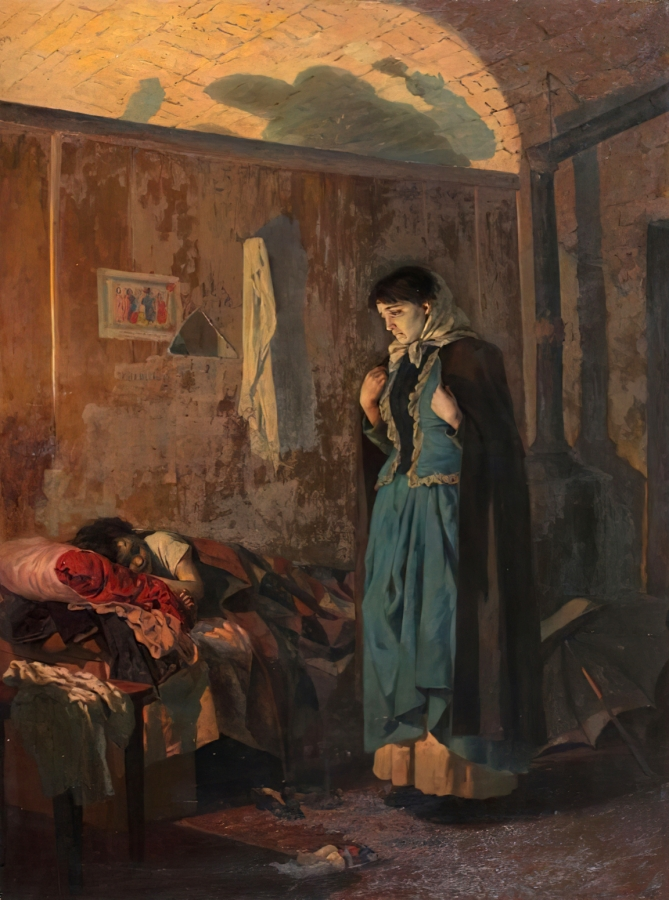
Бедность. 1887

## Семья
- сын — Турлыгин, Сергей Яковлевич (1891—1955) — советский учёный, радиоинженер, кавалер ордена Ленина (1953)